# Classe La Fayette
Pour les articles homonymes, voir Lafayette.
Ne pas confondre avec la classe de sous-marins de l'US Navy, la classe Lafayette.
La classe La Fayette (ou FLF pour Frégate Légère Furtive) est un type de frégates légères furtives construites en France et en service dans la Marine nationale française. La France a aussi construit des frégates dérivées de la classe La Fayette pour les marines taiwanaise, singapourienne et saoudienne. Grâce à leur furtivité, elles peuvent jouer le rôle d'éclaireur du porte-avions Charles de Gaulle ou des PHA de la Marine nationale. Ce fut le cas par exemple lors de l'opération Harmattan en 2011 où l'Aconit (F713) s'est approchée près des côtes libyennes pour ouvrir le feu avec son canon de calibre de 100 mm.

## Conception

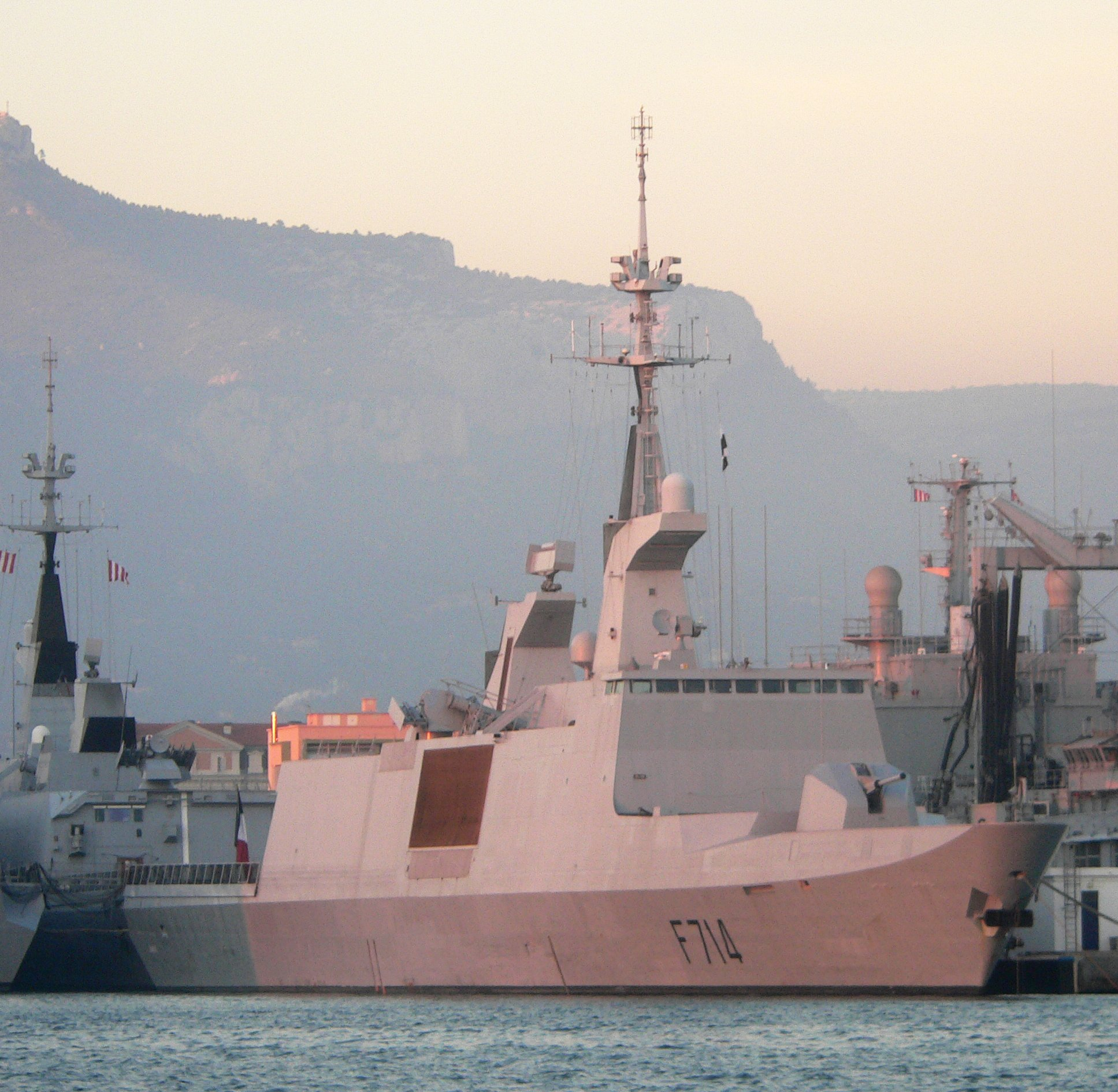
La frégate Guépratte dans le port de Toulon.

Première d'une classe de cinq navires destinés à la Marine nationale, la frégate La Fayette a été mise sur cale en 1990. Cette nouvelle classe devait répondre à deux besoins : assurer la souveraineté dans les eaux nationales et participer au règlement des crises Outre-mer. C'est pourquoi elle devait être autonome mais également intégrable dans un dispositif aéronaval. Parmi les missions qu'elle doit remplir, citons aussi les opérations spéciales ou les missions humanitaires.
C'est un navire hautement technologique. En effet, dès sa conception, la furtivité (signature radar, infrarouge et acoustique) et la modularité (afin de minimiser les immobilisations pour modernisation) ont été des objectifs essentiels. Les technologies les plus innovantes disponibles du moment ont été utilisées afin d'augmenter son automatisation, et de réduire les coûts de fabrication et de possession.

## Construction
Comme les navires civils modernes, elle a été construite à partir de sous-ensembles annulaires. Cette conception permet d'avancer les travaux simultanément dans les différentes tranches, d'où des économies à la production de l'ordre de 30 % et un meilleur respect des délais de construction. Cette construction modulaire a été très poussée : les tranches ont été construites à Cherbourg alors que les navires ont été assemblés à Lorient. Cette modularité permet d'interchanger des éléments très facilement en cas d'avarie (en 24 heures pour certains modules), ainsi que les changements d'équipement. Les essais ont également été facilement réalisés indépendamment les uns des autres, le canon de 100 mm constituant avec sa tourelle un élément à part qu'il a suffi d'installer à bord après l'avoir testé en atelier.
Un chiffre est particulièrement révélateur : en 1979, il fallait 30 mois pour construire une frégate. En 1999, pour la Guépratte, dernière de la classe, 6 mois ont été suffisants.

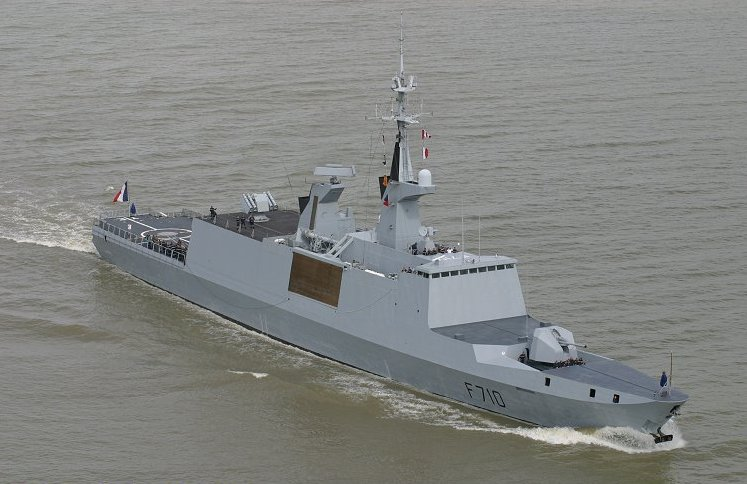
La frégate La Fayette lors de sa remontée de la Seine le 2 juillet 2003.

## Furtivité
Sans revenir en détail sur le concept de navire furtif, une conception agissant sur plusieurs niveaux a été nécessaire pour faire de ce navire le premier navire furtif en service actif.

### Formes
La furtivité requiert des formes simples et planes, ainsi qu'un minimum d'angles permettant la réflexion des ondes radar. Pour ce faire, on utilise au maximum des surfaces planes, et une forme globalement convexe. Les frégates de classe La Fayette tirent leurs formes de ces enseignements.
De petits détails pouvant augmenter significativement la signature radar, les embarcations annexes sont cachées derrière des rideaux les camouflant sur les frégates de type La Fayette, les antennes des différents systèmes de détection et de communication protégées, elles, grâce à des réflecteurs, sur le mât.

### Matériaux
On peut également utiliser des matériaux composites ne réfléchissant que peu ou pas les ondes radar. Les superstructures des frégates La Fayette sont essentiellement construites en composite verre-résine, absorbant les ondes radars.

### Signature thermique
Il n'y a pas que les ondes radar qui permettent la détection, puisque la chaleur émise est visible dans l'infrarouge. Les matériaux utilisés sont donc également de bons isolants thermiques et les fluides chauds sont dilués avant d'être expulsés.

### Signature sonore
Un grand soin a été apporté à la réduction de la signature acoustique du navire comme réponse à l'amélioration des dispositifs d'écoute des sous-marins. Par exemple, le pétrin du boulanger à bord a été soigneusement isolé de la structure du bâtiment au moyen de suspensions pour éviter que ses vibrations soient transmises jusqu'à l'eau via la coque. Le niveau de silence est tel que des bruiteurs ont été installés sous la coque pour réduire les risques de collision accidentelle avec les sous-marins lors des exercices. Ces bruiteurs permettent également de supprimer le cône de silence généré par la frégate pour éviter la détection par absence de signal.

## Armement
Son armement est relativement léger et principalement antinavire. 
Son système d'arme principal est le missile Exocet dont elle peut emporter huit exemplaires dans deux lanceurs quadruples. Il s'agit pour les navires français à l'origine du MM40 Block 2 d'une portée de 72 km, remplacé depuis lors par des MM40 Block 3 d'une portée de 180 km offrant une capacité de frappe de précision contre les cibles côtières. 
Son artillerie navale se compose d'un canon de 100 mm AA Mle 68 aux formes furtives, appelé 100 TR (100 mm Technologie Rénovée) capable de tirer 80 coups par minute et d’engager un bâtiment en surface entre 10 et 15 000 mètres, de tirer sur la terre jusqu’à 17 000 mètres et d'engager un aéronef à 6 000 mètres. Cette tourelle pèse 20 tonnes et son cycle de vie est de neuf ans, rythmé tous les trois ans par une visite d’entretien à bord avant d’être retirée par l’industriel pour un carénage. Cette période d’entretien étant longue, une tourelle nouvellement carénée est installée à sa place. Les obus utilisés sont des OPF F4 et OEA F1 dont le poids de la cartouche, sans fusée, est de 23,5 kg et dont le poids du projectile est de 13,5 kg dont 1 kg de trinitrotoluène.
Elle dispose également de deux canons automatiques de 20 mm F2. Chacun d'eux est alimenté par deux caissons de 300 cartouches sur l'affût. Pouvant tirer 720 coups par minute, leur portée est de 10 km. La masse unitaire est de 332 kg sans munitions et de 470 kg avec celles-ci.
Elle est enfin armée du système de missile surface-air Crotale CN2 équipé de missiles VT 1 allant à mach 3,5 et d'une portée de 13 km. Il s'agit d'une batterie octuple disposant de 18 missiles en soute. Il faut une demi-heure pour recharger entièrement le lanceur.
Initialement, les frégates classe La Fayette devaient être équipées de douze missiles surface-air Aster. Ils n'ont pas été installés pour des raisons budgétaires mais leurs emplacements sont disponibles, entre la tourelle de 100 mm et l'avant de la passerelle. Depuis la féminisation des FLF ces emplacements sont aménagés en locaux vie pour le personnel féminin[réf. nécessaire].

## Aéronautique navale
Un hélicoptère classe 10 tonnes (Panther ou NH90) pouvant assurer des missions de transport léger, de lutte anti-sous-marine ou contre navires de surface peut être embarqué en permanence.

## Électronique

### STI
Le STI (Système de traitement de l'information) fusionne les données provenant des différents capteurs et sources d'informations afin de présenter à l'équipage une situation tactique complète.
Les frégates classe La Fayette n'ont pas de sonar, ce qui fait terriblement défaut.

### Détection
- 1 radar de veille combiné Air/Surface DRBV-15C
- 1 conduite de tir modulaire (CTM) pour le canon de 100 mm
- 1 radar de navigation DRBN-34
- 1 radar de navigation utilisé comme aide à l'appontage DRBN-34
- 1 sonar de coque KingKlip Mk2 ou BlueWatcher à l'exception du Guépratte non équipé [7]

### Guerre électronique
- 1 intercepteur radio ARBG-1 Saïgon
- 1 intercepteur radar ARBR-21
- 2 lance-leurres AMGL-1C Dagaie Mk2
- 1 bruiteur remorqué AN/SLQ-25 Nixie
- 1 système de masquage de bruit « Prairie Masker »

### Transmissions
- 1 système Syracuse II
- 1 système Inmarsat

## Opérations

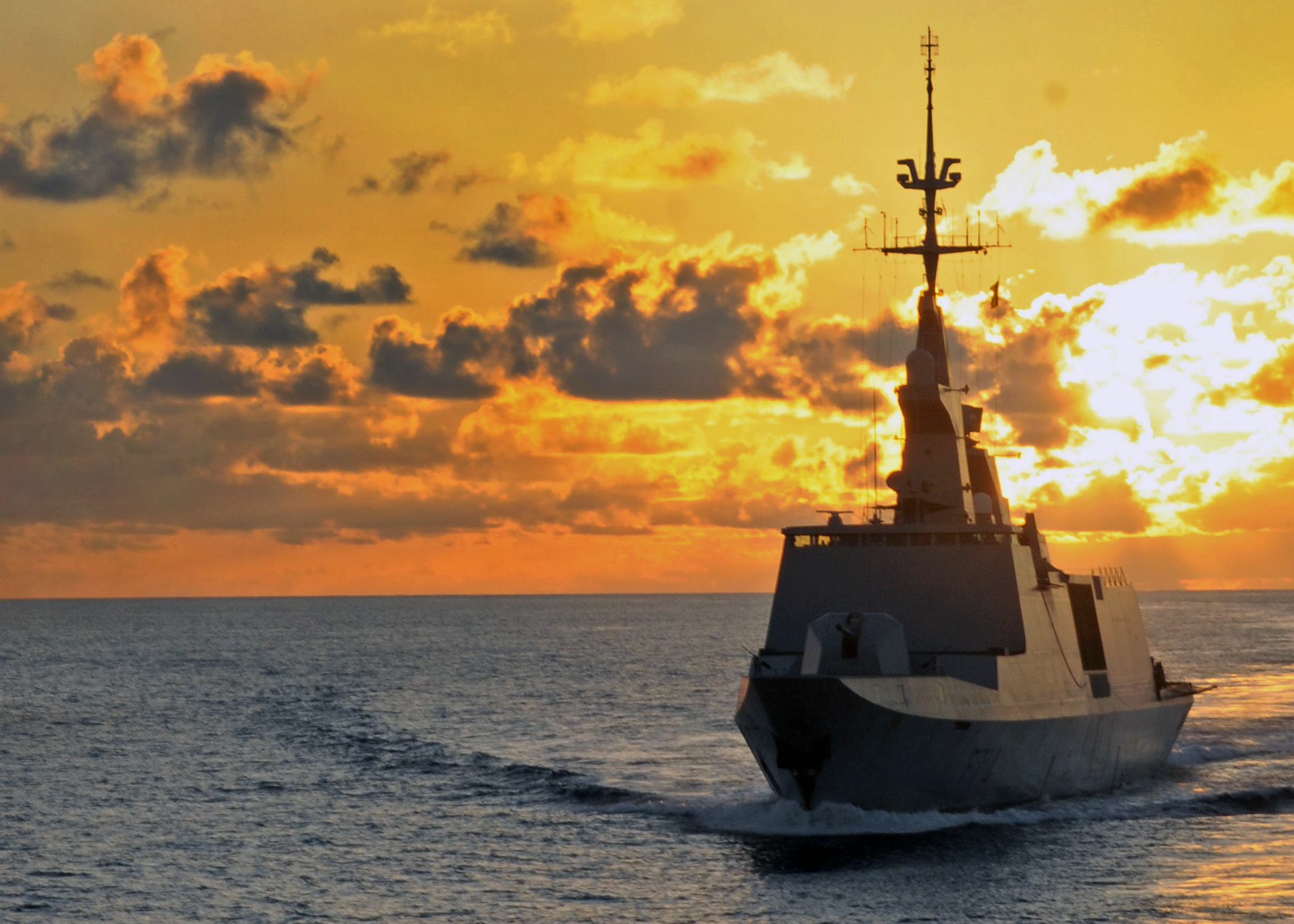
La frégate Guépratte dans l'océan Indien.

Admise au service actif en 1996, la frégate La Fayette et les autres navires de la classe ont participé aux exercices et opérations suivants (non exhaustif) :
- Exercice Jalibut 98 : exercice franco-qatari ;
- Exercice Khunjar Hadd 99 : exercice multinational en mer d'Oman ;
- Exercice Tapon 2000: exercice franco-espagnol ;
- Exercice Gulf Falcon 6[8] : exercice franco-qatari ;
- Exercice Kunjar Hadd[9] 2001 : exercice franco-omanais ;
- Mission Héracles 2002 : intervention internationale en Afghanistan ;
- Opération Licorne 2004 : maintien de la paix en Côte d'Ivoire ;
- Mission Enduring Freedom 2005 : lutte anti-terroriste dans l'océan Indien ;
- Exercice Varuna 7 : exercice franco-indien ;
- Septembre 2005 : arraisonnement du ferry Pascal Paoli ;
- Mission Enduring Freedom 2006 : lutte anti-terroriste dans l'océan Indien ;
- Mission Baliste 2006-2007 : intervention au sein de la FINUL au Liban ;
- Mission Atalanta 2008 : lutte anti-piraterie en océan Indien ;
- Opération Harmattan 2011 en Libye ;
- Opération Européenne EUNAVFOR MED Sophia 2015 ;
- Opération Chammal 2015 en Méditerranée orientale.

## Modernisations

### Urgence opérationnelle
La classe La Fayette fait l'objet d'un équipement en urgence opérationnelle avec le système de détection infrarouge HGH Vigiscan à partir de 2009
Le capteur infrarouge en rotation permanente permet de détecter des mobiles rapides et bas sur l'eau, sur 360°, jusqu'à 3 kilomètres de jour comme nuit.

### Rénovation
Le ministre de la Défense Jean-Yves Le Drian annonce en mai 2015 la modernisation de la classe La Fayette, dans l'attente de son remplacement par la Frégate de défense et d'intervention.
Le programme de rénovation des frégates « La Fayette » est notifié par la direction générale de l’Armement le 2 mai 2017 à DCNS. Il porte sur une tranche ferme de trois bâtiments, fin août 2019, il est décidé que ce seront les Courbet, La Fayette et Aconit, dont le chantier sur le premier exemplaire débute en octobre 2020, pour une livraison le 15 octobre 2021. La modernisation des deux dernières frégates Surcouf et Guépratte qui était envisagée n'aura pas lieu.
Les travaux sont effectués au cours des périodes d'entretien programmé. Ils porter sur la structure des navires et des installations électroniques et informatiques assurant la gestion de la propulsion, de l'appareil à gouverner et de l'usine électrique. Un sonar de coque Thales Kingklip MK2 et des contremesures antitorpilles seront ajoutés et leurs conféreront  une véritable capacité de lutte anti-sous-marine qui leur fait défaut jusqu'ici. Le système de combat sera remplacé par un système dérivé de celui du porte-avions Charles de Gaulle et les liaisons de données modernisées.

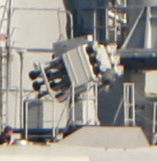
SADRAL sur la frégate Dupleix.

L'artillerie subira des modifications, avec le remplacement du lance-missile antiaérien Crotale par deux systèmes Sadral prélevés sur les frégates F70 ASM Dupleix, Montcalm et Jean de Vienne, retirées du service en 2014, 2017 et 2018  qui seront reconditionnées et équipées chacune de 6 missiles Mistral M3 dotés de la dernière version de l'autodirecteur permettant d’accroître la capacité antimissile mais aussi le traitement des menaces asymétriques ; y compris des cibles de surface telles des embarcations rapides, et l'installation de missiles Exocet MM 40 Block 3/3c en lieu et place des modèles antérieurs Block 2.
Bien que prévu à l'origine pour accueillir 12 missiles Aster, cette modernisation ne concernera pas l'embarquement de ce système d'arme.  
La frégate Courbet a été livrée dans sa version rénovée en septembre 2021.  
Par ailleurs, la frégate Surcouf reçoit au cours de son arrêt technique majeur, en 2017, le sonar de coque actif/passif à basse fréquence Thales BlueWatcher. Ce dernier dérive du sonar trempé FLASH, équipant les modèles d'hélicoptères NH90, EH101 Merlin ou SH-60 SeaHawk.
Il est prévu qu'en 2030, toutes les frégates La Fayette soient remplacées par les frégates de défense et d'intervention, deux navires rénovés (Surcouf et Guépratte) pouvant éventuellement dépasser cette date comme patrouilleurs hauturiers,.

## Liste des navires de la classe
| N°   | Nom        | Mise sur cales    | Mise à l'eau   | Mise en service | Base navale |
| ---- | ---------- | ----------------- | -------------- | --------------- | ----------- |
| F710 | La Fayette | 15 décembre 1990  | 13 juin 1992   | 22 mars 1996    | Toulon      |
| F711 | Surcouf    | 6 juillet 1992    | 3 juillet 1993 | 7 février 1997  | Toulon      |
| F712 | Courbet    | 15 septembre 1993 | 12 mars 1994   | 1er avril 1997  | Toulon      |
| F713 | Aconit     | 5 août 1996       | 8 juin 1997    | 3 juin 1999     | Toulon      |
| F714 | Guépratte  | 1er octobre 1998  | 3 mars 1999    | 27 octobre 2001 | Toulon      |

## Frégates dérivées de la ClasseLa Fayettesous d'autres pavillons

### Classe Kang Ding
La vente (contrat « Bravo ») de six unités dérivées de la classe La Fayette au gouvernement de Taïwan est à l'origine de l'affaire des frégates de Taïwan.
Certains équipements des frégates de la classe Kang Ding sont différents des frégates de la Marine nationale dont l'emport dans les années 2010 de MIM-72 Chaparral et missiles antinavires Hsiung Feng II.
Cette classe de navire a fait l'annonce d'une modernisation à partir de 2013, avec le remplacement des Hsiung Feng II par des Hsiung Feng III, des Sea Chapparal par un système RAM, des radars Jupiter et Triton par un radar à faces planes et du TATIVAC par un système taïwanais.
Liste des bâtiments de la Marine de la république de Chine :
| N°       | Nom       | Mise sur cales   | Mise à l'eau     | Mise en service  |
| -------- | --------- | ---------------- | ---------------- | ---------------- |
| FFG-1202 | Kang Ding | 1er août 1993    | 12 mars 1994     | 24 mai 1996      |
| FFG-1203 | Si Ning   | 28 mars 1994     | 5 novembre 1994  | 12 octobre 1996  |
| FFG-1205 | Kun Ming  | 7 novembre 1994  | 13 mai 1995      | 26 février 1997  |
| FFG-1206 | Di Hua    | 1er juillet 1995 | 26 novembre 1995 | 8 août 1997      |
| FFG-1207 | Wu Chang  | 1er juillet 1995 | 26 novembre 1995 | 16 décembre 1997 |
| FFG-1208 | Chen De   | 27 décembre 1995 | 2 août 1996      | 19 mars 1998     |

### Type F 3000 S
La vente (contrat « Sawari II ») de trois unités dérivées de la classe La Fayette à l'Arabie saoudite est à l'origine d’une affaire politico-financière :
Certains équipements des frégates de Type F 3000 S sont différents des frégates de la Marine nationale. Elle emporte entre autres des systèmes de lancement verticaux de DCNS.
Liste des navires de la Marine royale saoudienne :
| N°  | Nom       | Mise sur cales  | Mise à l'eau     | Mise en service |
| --- | --------- | --------------- | ---------------- | --------------- |
| 812 | Al Riyadh | 28 mai 1999     | 1er août 2000    | 26 juillet 2002 |
| 814 | Al Makkah | 8 août 2000     | 20 juillet 2001  | 3 avril 2004    |
| 816 | Al Damman | 24 juillet 2001 | 7 septembre 2002 | 23 octobre 2004 |

### Classe Trident
Les navires de classe Trident, appelés aussi communément classe Formidable, présentent des équipements différents des frégates de la Marine nationale. Les superstructures des bâtiments singapouriens sont construites en acier et ils peuvent emporter douze missiles antinavires AGM-84 Harpoon. Ils forment le 185 squadron.
Liste des bâtiments de la marine de la république de Singapour (contrat Delta) :
| N° | Nom        | Mise sur cales   | Mise à l'eau    | Mise en service |
| -- | ---------- | ---------------- | --------------- | --------------- |
| 68 | Formidable | 14 novembre 2002 | 7 janvier 2004  | 5 mai 2007      |
| 69 | Intrepid   | 8 mars 2003      | 3 juillet 2004  | 5 février 2008  |
| 70 | Steadfast  | 15 novembre 2003 | 28 janvier 2005 | 5 février 2008  |
| 71 | Tenacious  | 21 mai 2004      | 15 juillet 2005 | 5 février 2008  |
| 72 | Stalwart   | 11 novembre 2004 | 9 décembre 2005 | 16 janvier 2009 |
| 73 | Supreme    | 17 mai 2005      | 9 mai 2006      | 16 janvier 2009 |